# 세르타넨세 FC
세르타넨세 FC(포르투갈어 발음: [sɨɾtɐˈnẽsɨ])는 페루 세르탕에 연고를 둔 포르투갈 축구 클럽이다. 1934년에 설립된 이 클럽은 현재 Campeonato de Portugal에 소속되어 있으며, Campo de Jogos Dr. Marques dos Santos 라는 홈구장이 존재한다.

## 선수 명단

### 현역
참고: FIFA 자격 규정에 따라 소속된 국가대표팀 국기를 표시합니다. 선수는 복수의 FIFA 비회원국 국적을 가지고 있을 수 있습니다.
| 번호 | 포지션 | 국적       | 이름            |
| ---- | ------ | ---------- | --------------- |
| 1    | GK     |            | 라비            |
| 5    | DF     | 기니       | 모하메드 카바   |
| 8    | MF     | 카보베르데 | 켈빈 메디나     |
| 9    | MF     | 기니비사우 | 그리누드 코스타 |
| 12   | GK     |            | 미셸 올리베이라 |
| 13   | FW     | 카보베르데 | 사미르          |
| 17   | FW     | 앙골라     | 앙골라          |
| 23   | DF     | 카보베르데 | 다닐손 리베이라 |

| 번호 | 포지션 | 국적 | 이름 |
| ---- | ------ | ---- | ---- |